# Cuadro histórico (Rembrandt)
El Cuadro histórico, datado en 1626, es una de las primeras pinturas de Rembrandt. El título es una referencia genérica a la pintura histórica, ya que no existe consenso sobre la temática del cuadro. Se han propuesto más de una docena de temas, que van desde temas bíblicos hasta la historia clásica y moderna. El historiador del arte Gary Schwartz sostiene que "la solución más sugerente ofrecida hasta ahora es Palamedes ante Agamenón ", un episodio de la guerra de Troya en el que Agamenón, basado en pruebas fraguadas, ordena que Palamedes sea apedreado hasta morir.
El cuadro es propiedad del Instituut Collectie Nederland, y está en situación préstamo permanente en el Stedelijk Museum De Lakenhal en Leiden . 